# David Jerome

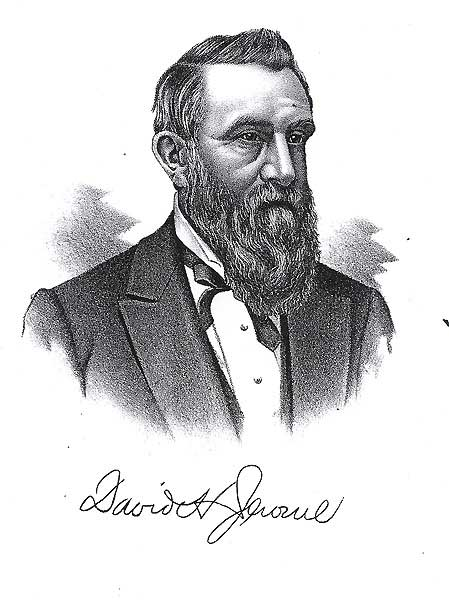
David Jerome.

David Howell Jerome, född 17 november 1829 i Detroit, död 23 april 1896 i Saginaw, Michigan, var en amerikansk republikansk politiker. Han var guvernör i delstaten Michigan 1881–1883.
Jerome gifte sig 1859 med Lucy Peck och tjänstgjorde som överste i amerikanska inbördeskriget. Han var ledamot av delstatens senat 1863–1868.
Jerome efterträdde 1881 Charles Croswell som guvernör och efterträddes två år senare av Josiah Begole. Mentalsjukhuset i Traverse City inrättades under Jeromes mandatperiod som guvernör.
Anglikanen Jerome avled i Saginaw och hans grav finns på Oak Hill Cemetery i Pontiac.